# Tapiseria de la Bayeux

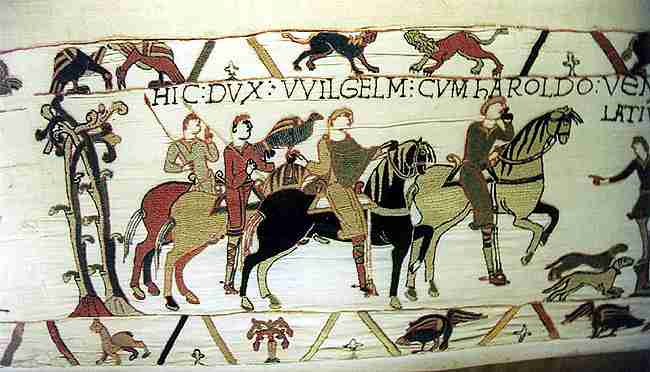
William și Harold în Normandia

Tapiseria de la Bayeux (franceză: Tapisserie de Bayeux [tapisʁi də bajø]) 
este o pânză brodată de aproape 70 de metri lungime care descrie evenimentele care au dus la cucerirea normandă a Angliei de către William, Duce al Normandiei (mai târziu rege al Angliei) și luptele sale cu Harold al II-lea al Angliei, culminând cu Bătălia de la Hastings.
Tapiseria este înscrisă, din anul 2007, în Registrul Memoria Lumii de UNESCO.
În conformitate cu Sylvette Lemagnen, conservator de tapiserie, tapiseria de la Bayeux este una dintre marile realizări ale Normandiei. Supraviețuirea, aproape imposibilă, de-a lungul a nouă secole, este miraculoasă. Lungimea sa excepțională, armonia și prospețimea culorilor, manopera sa deosebită, se combină pentru a face acest obiect extraordinar.
Tapiseria este formată din cincizeci de scene, cu titluri latine (legende), brodate cu fire de lână colorate pe pânză. Este probabil că ea a fost comandată de către episcopul Odo, fratele vitreg al lui William. În 1729 tapiseria a fost redescoperită de către oamenii de știință, într-un moment în care era expusă anual în Catedrala din Bayeux.
Tapiseria este acum expusă la Musée de la Tapisserie de Bayeux în Bayeux, Normandia, Franța.

## Cometa Halley

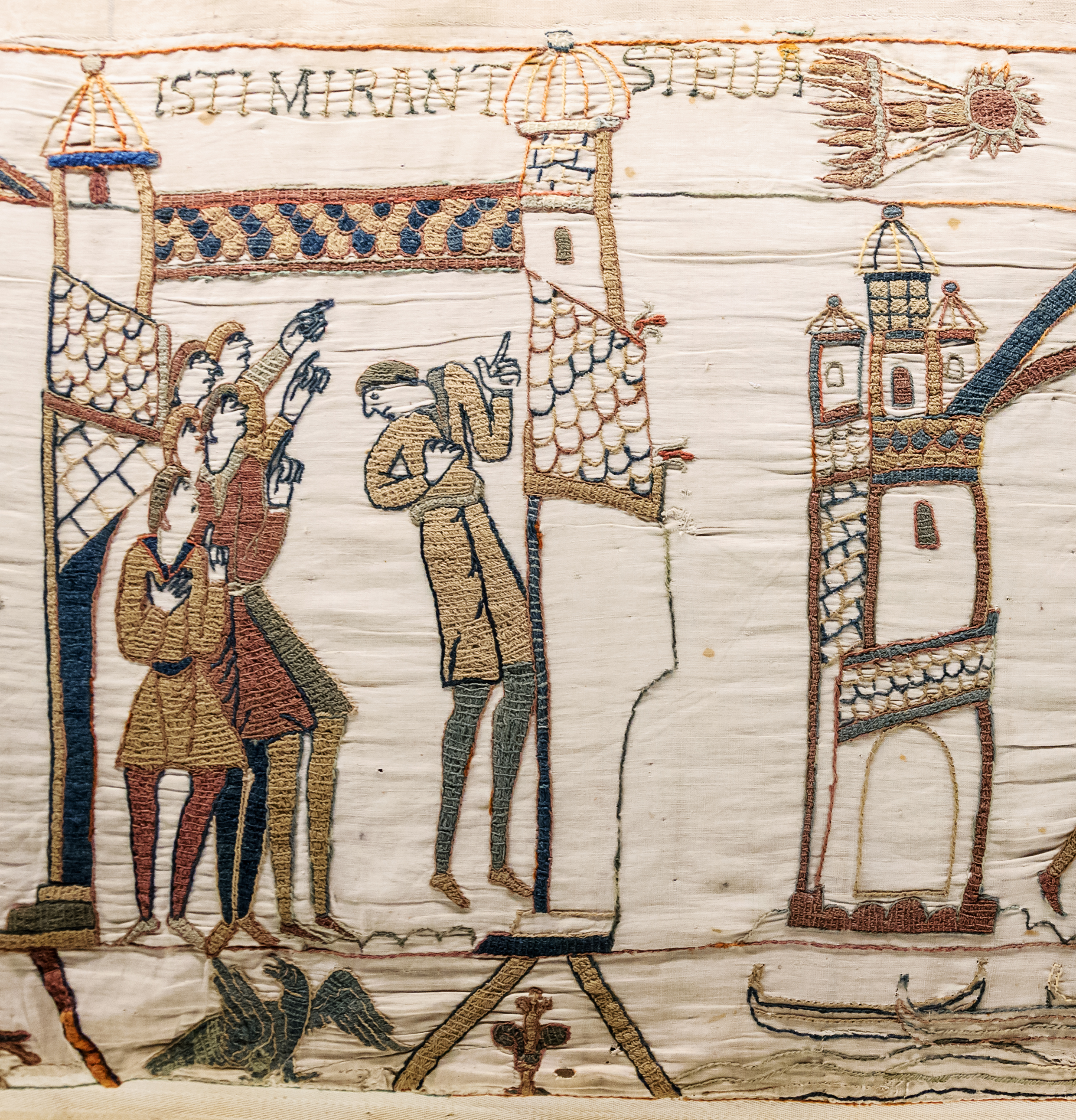
Cometa Halley în 1066, reprezentată pe Tapiseria de Bayeux

Cometa Halley, care și-a făcut apariția, pe cerul Angliei, în 1066, este înfățișată pe cel de-al 32-lea tablou al Tapiseriei de la Bayeux, privită fiind de regele Harold al II-lea, înainte de Bătălia de la Hastings.
Pe tapiserie se poate citi textul în latină: ISTI MIRANT[ur] STELLA[m], care semnifică: „Aceștia («oamenii») privesc cu surprindere steaua”.